# Прейсс, Эрнст Вильгельм
Эрнст Вильгельм Прейсс (нем. Ernst Wilhelm Preuss; 1793—1839) — российский астроном немецкого происхождения.

## Биография
Эрнст Вильгельм Прейсс родился 6 декабря 1793 в Лаубане (ныне Любань), в Оберлаузице (ныне Верхняя Лужица). В качестве подмастерья ткача, он попал в Дерпт, где заболел и находился на излечении в университетской клинике. Директор последней принял участие в судьбе своего пациента и попросил В. Я. Струве помочь Прейссу найти какой-нибудь заработок. Струве, с свойственной ему способностью замечать и побуждать к деятельности таланты у молодых людей, заметил и у Прейсса недюжинные способности и убедил его посвятить себя изучению астрономии.
В 1817 году Э. В. Прейсс получил место канцелярского служителя в Валке, в 1819 году такое же место в Дерпте, а в 1821 году был зачислен в студенты Императорского Дерптского университета и принят в педагогически-философскую семинарию при университете, с стипендией по 400 рублей в год. В университете Прейсс посвятил себя изучению математических наук и с большим успехом занимался астрономией под руководством Струве. Поэтому последний, в том же 1821 году, ходатайствовал о назначении Прейсса своим помощником в обсерваторию, с сохранением ему стипендии и выдачей добавочного вознаграждения. Будучи помощником Струве юноша с прежним усердием и успехом продолжал свои научные занятия, поэтому Струве счел возможным рекомендовать в 1821 году Прейса, ещё студента, в качестве астронома, в кругосветное плавание шлюпа «Предприятие», под начальством Отто фон Коцебу.
Плавание шлюпа «Предприятие» продолжалось три года (1823—1826), в течение которых Эрнст Вильгельм Прейсс произвёл несколько точных определений широт и долгот и впервые применил во время морской экспедиции предложенный за несколько лет перед тем способ определений долгот по лунным кульминациям.
За успешное участие в экспедиции Прейсс и его спутники-студенты Ленц и Гофман были щедро награждены российским правительством. Сверх того, Струве исходатайствовал для Прейсса учреждение должности астронома-наблюдателя при Дерптской обсерватории. В этой должности Прейсс был утвержден в мае 1827 года, хотя фактически начал исполнять обязанности наблюдателя обсерватории ещё раньше — в 1826 году. Эту должность Прейсс занимал до конца жизни, дослужившись до чина надворного советника. Деятельностью Прейсса как наблюдателя Струве был чрезвычайно доволен и нередко отзывался о нём с большой благодарностью в своих официальных отчетах. По словам Струве, Прейсс работал «необыкновенно много» и наблюдал с редким искусством. Седьмой и восьмой тома «Наблюдений Дерптской обсерватории» содержат преимущественно наблюдения, произведенные Прейссом. Сверх того, он опубликовал некоторые из своих наблюдений в ряде статей, помещенных в журнале «Астрономические новости».
Эрнст Вильгельм Прейсс был награждён орденом Святого Владимира 4-й степени.
Упорный труд и суровый северный климат расстроили здоровье Эрнста Вильгельма Прейсса и 26 апреля 1839 года он скончался в городе Дерпте в 46-летнем возрасте.